# 斯托扬·巴契瓦洛夫戏剧剧场
斯托扬·巴契瓦洛夫戏剧剧场（Dramatichen teatar ”Stoyan Bachvarov”）是保加利亞瓦爾納的一座劇院，建築由尼古拉·拉扎羅夫設計，建於1912年3月26日至1932年6月5日之間。它以著名戲劇演員斯托揚·巴契瓦洛夫（Stoyan Bachvarov）命名。

## 外部連結
- 官方網站 （页面存档备份，存于）

43°12′13″N 27°54′43″E / 43.20361°N 27.91194°E